# Camponotus cotesii
Camponotus cotesii är en myrart som beskrevs av Auguste-Henri Forel 1893. Camponotus cotesii ingår i släktet hästmyror, och familjen myror. Inga underarter finns listade.